# Seigo Narazaki
Seigo Narazaki, född 15 april 1976 i Nara prefektur i Japan, är en japansk fotbollsspelare som spelar för Nagoya Grampus.